# Listă de localități dispărute din statul Illinois

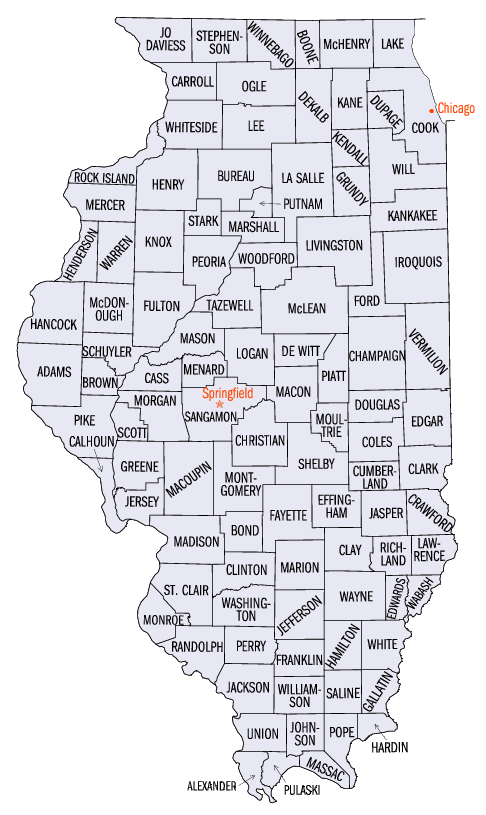
Comitate din statul, SUA

- Prezenta pagină este o listă de orașe abandonate (ghost town) din statul Illinois, aranjate alfabetic.

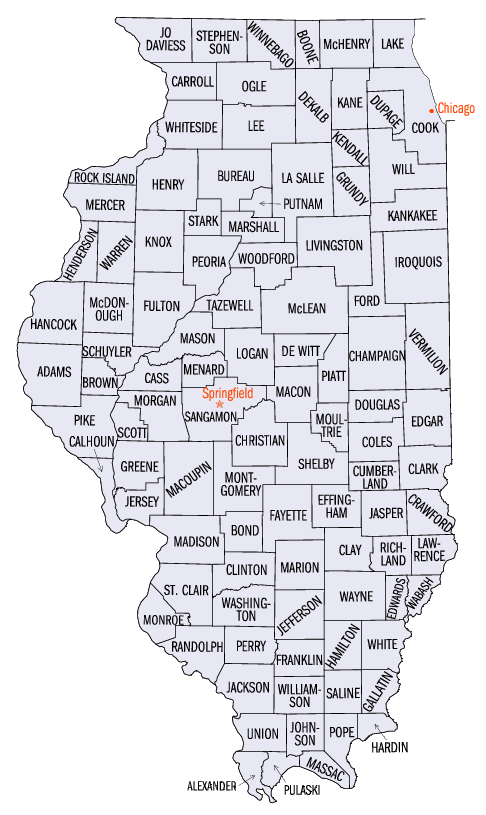
Comitate din statul Illinois, SUA

- Vedeți și Listă de comitate din statul Illinois.
- Vedeți și Listă de orașe din statul Illinois.
- Vedeți și Listă de târguri din statul Illinois.
- Vedeți și Listă de sate din statul Illinois.
- Vedeți și Listă de districte (precincts) din statul Illinois.
- Vedeți și Listă de districte civile (townships) din statul Illinois.
- Vedeți și Listă de comunități desemnate pentru recensământ din statul Illinois.
- Vedeți și Listă de comunități neîncorporate din statul Illinois.
- Vedeți și 'Listă de localități dispărute din statul Illinois
- În statul Illinois, următoarele categorii de diviziuni administrative nu există,
- Vedeți și Listă de cătune din statul Illinois.
- Vedeți și Listă de districte civile din statul Illinois
- Vedeți și Listă de rezervații amerindiene din statul Illinois
- Vedeți și Listă de zone de teritoriu neorganizat din statul Illinois

## Listă alfabetică

### B
- Buckeye, comitatul Fulton;
- Bybee, comitatul Fulton;

### C
- Civer, comitatul Fulton;

### F
- Forty Acres, comitatul Fulton;
- Fulton Center, comitatul Fulton;

### H
- Howard, comitatul Fulton;

### K
- Keeler, comitatul Fulton;

### M
- Midway, comitatul Fulton;

### O
- Otto, comitatul Fulton;

### P
- Pleasant Ridge, comitatul Fulton;

### S
- Sugarville, comitatul Fulton;

### T
- Troy, comitatul Fulton;
- Tuscumbia, comitatul Fulton;

### V
- Virgil, comitatul Fulton;

### W
- Waterford, comitatul Fulton;

### Alte legături interne
- Categorie:Liste de orașe din Statele Unite după stat
- Categorie:Liste de târguri din Statele Unite după stat
- Categorie:Liste de districte civile din Statele Unite după stat
- Categorie:Liste de sate din Statele Unite după stat
- Categorie:Liste de comunități desemnate pentru recensământ din Statele Unite după stat
- Categorie:Liste de comunități neîncorporate din Statele Unite după stat
- Categorie:Liste de localități dispărute din Statele Unite după stat
- Categorie:Liste de rezervații amerindiene din Statele Unite după stat
- Categorie:Liste de zone de teritoriu neorganizat din Statele Unite după stat

### Alte pagini conexe
- Listă de orașe din statul Illinois
- Listă de târguri din statul Illinois
- Listă de sate din statul Illinois
- Listă de districte (precincts) din statul Illinois
- Listă de districte civile (townships) din statul Illinois
- Listă de comunități desemnate pentru recensământ din statul Illinois
- Listă de comunități neîncorporate din statul Illinois
- Listă de localități dispărute din statul Illinois